# Гулий Микола Іванович
Микола Іванович Гулий (6 грудня 1884—1961) — хорунжий, один з керівників антибільшовицького повстання на Тамані.

## Життєпис
Народився він 6 грудня 1884 року. Закінчив Кубанську школу прапорщиків у Катеринодарі. Дійсну службу відбував у 1-му Таманському полку в Закаспійській області. Там закінчив навчальну команду і 1909 року повернувся до рідної станиці старшим урядником. Невдовзі його обрали отаманом Охтанизівської.
Микола Гулий виявився наймолодшим станичним отаманом у Кубанському війську до більшовицького перевороту 1917 року.
Невдовзі після Лютневої революції Микола Гулий вступив до лав Вільного козацтва, заснованого відомою українською родиною Бардіжів. Брав участь у боях проти червоних під станицями Кримською, Троїцькою та Полтавською. Після розсіяння Вільного козацтва Гулого арештували. Та невдовзі, в квітні 1918 році, йому вдалося втекти. Повернувся до Охтанизівської, підпав під більшовицьку мобілізацію.
Разом з кінною сотнею козаків приєднався до антибільшовицького повстання на Тамані.
По окупації більшовиками Кубані емігрував до Югославії, пізніше Чехословаччини 1924.
Помер у 1961 році  у Рокіцані( Rokycany)Чехословаччиа